# Eurosur
Eurosur  est un système de surveillance mis en place par l'Union européenne pour suivre l'immigration clandestine. Les moyens techniques mis en œuvre sont principalement des drones, des avions de reconnaissance, des satellites et des capteurs sur les littoraux. Le programme a été officiellement lancé le 10 octobre 2013 par le Parlement européen. Le 2 décembre 2013, Eurosur était actif dans 18 pays membres ainsi que la Norvège.
Eurosur sert principalement à l'échange d'informations entre les agences d'immigration des différents pays membres, l'objectif étant d'obtenir le plus rapidement possible le maximum d'informations sur les mouvements de réfugiés ainsi que sur le trafic d'êtres humains.
Depuis octobre 2013, ce sont 244 millions d'euros qui ont été débloqués du budget de l'union pour l'installation et la maintenance du système jusqu'en 2020. Les critiques pensent que les coûts liés au programme pourraient dépasser le milliard d'euros, d'autres sources parlant cependant de 340 millions d'euros.